# 朴聖光
朴聖光（韓語：박성광；1981年8月15日—）是韓國喜劇演員、歌手及電影導演，KBS第22期公招喜劇演員。

## 學歷
- 新林高中
- 東亞廣播藝術大學 廣播技術科
- 東亞廣播藝術大學 電影藝術學科學士

## 作品

### 電視節目
- 《搞笑演唱會》(KBS2)
- 《家族娛樂館》(KBS1) EP1175，EP1221 嘉賓
- 《第26屆KBS童謠創作大會》(KBS2)
- 《GAG狩獵》
- 《笑容充電所》
- 《青春不敗》(KBS2)
- 《危機逃出No.1》(KBS2)
- 《有趣的TV 過山車》(tvN)
- 《他會給你的連一半也没有》(KBS2)
- 《Family》(KBS2)
- 《青春不敗2》(KBS2)
- 《真正的運動斗魂》(KBS2)
- 《收視率的帝王》(KBS W)
- 《權力的遊戲》(KBS2)
- 《蒙面歌王》的参賽者 (MBC)
- 《黃金漁場 Radio Star》(MBC)
- 《夜行鬼怪》(JTBC) 固定出演
- 《食糧日記》(tvN) 固定出演
- 《全知干預視角》(MBC) 固定出演
- 《拜託了冰箱》 (JTBC) E198、E199
- 《傻瓜的戀愛》(MBC) 固定出演
- 《我家的熊孩子》(SBS)
- 《惡評之夜》(JTBC2) E15
- 《大腦性感的時代－問題的男人》(tvN) E204
- 《We Play》(sky Drama) E12

### 話劇
- 2009年 《秘密》

### 電視劇
- 2011年 《波塞頓》
- 2011年 《High Kick！短腿的反擊》
- 2016年 《浪漫醫生金師傅》

## 音樂作品
| 類型     | 專輯資料                                                                            | 收錄歌曲              |
| -------- | ----------------------------------------------------------------------------------- | --------------------- |
| 數碼單曲 | 《勇敢的傢伙們》 - 發行日期 : 2012年3月26日 - 發行公司 : 위닝인사이트               | - 1. 等待並準備著     |
| 數碼單曲 | 《勇敢的傢伙們》 - 發行日期 : 2012年5月14日 - 發行公司 : 위닝인사이트               | - 1. I Don't Care     |
| 數碼單曲 | 《勇敢的傢伙們 Summer Single》 - 發行日期 : 2012年7月23日 - 發行公司 : 위닝인사이트 | - 1. 春天夏天夏天夏天 |

## 宣傳大使
- 2012年 打擊5大暴力 宣傳大使

## 獲獎經歷
- 2018年 第3屆 동아닷컴‘s PICK 最佳情侶獎
- 2018年 第11屆 首爾世界短篇電影節 評審特別獎
- 2018年 第26屆 韓國文化演藝大獎 綜藝部門 最優秀獎
- 2018年 MBC演藝大獎 綜藝部門 男子優秀獎
- 2018年 MBC演藝大獎 最佳情侶獎
- 2018年 第2屆 韓中國際電影節 新進導演獎
- 2017年 第1屆 미추홀電影節 演出獎
- 2012年 KBS演藝大獎 喜劇部門 最優秀環節獎
- 2011年 第5屆 Mnet 20's Choice（朝鲜语：Mnet 20's Choice） Hot Gag終結者獎
- 2008年 KBS演藝大獎 喜劇部門 男子新人獎
- 2004年 COEX 搞笑節 第3名
- 2003年 Nate 搞笑節 第1名

## 外部連結
- 朴聖光的Instagram帳戶